# 奥田家住宅 (大阪市)
奥田家住宅（おくだけじゅうたく）は、大阪府大阪市平野区加美鞍作に所在する歴史的建築物。表門、主屋等が国の重要文化財となっている。

## 概要
当家は江戸時代を通じて河内国渋川郡鞍作村の庄屋を務め、周囲10か村の庄屋総代も務めた豪農で、苗字帯刀も許されていたと考えられる。約3300平方メートルという広大な敷地に主屋、表門、乾蔵等が立ち並んでいる。大坂の陣の際に徳川家康が立ち寄り、当家で摂食したという逸話も残る。大阪市都市景観資源となっている。

## 文化財
1969年 (昭和44年) 6月20日、以下が重要文化財に指定された。
- 主屋 – 入母屋造、茅葺き、桁行20.7m、梁間8.0m、江戸時代中期建築。北面は庇付瓦葺き、東面は突出し入母屋造
- 表門 – 切妻造、本瓦葺き、桁行18.2m、梁間4.0m
- 乾蔵、旧綿蔵、納屋、米蔵２棟

## 現地情報

### 所在地
- 大阪府大阪市平野区加美鞍作1丁目8-5

### 公開
- 公開日 – 毎月第4日曜日

### 交通アクセス
- 関西本線加美駅より徒歩3分
- おおさか東線新加美駅より徒歩5分

### 周辺施設
- 旧辻元家住宅